# Emittent

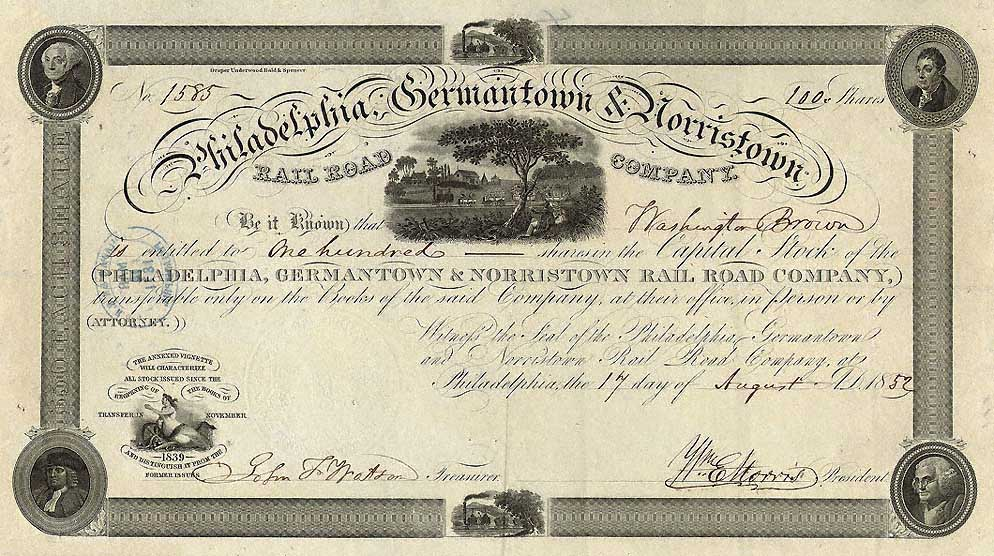
Järnvägsaktie från 1852

En emittent är en institution som ger ut ett värdepapper, exempelvis ett företag som ger ut en aktie eller en bank som ger ut certifikat. En emittent emitterar aktier via en emission.